# Rauno Alliku
Rauno Alliku (sinh 2 tháng 3 năm 1990) là một cầu thủ bóng đá Estonia thi đấu ở vị trí tiền đạo cho câu lạc bộ Meistriliiga Flora.

## Sự nghiệp câu lạc bộ

### Flora
Ngày 31 tháng 7 năm 2008, Alliku ký hợp đồng với Flora và lập tức được cho mượn đến Vaprus, thi đấu đến tháng 6 năm 2009. Sau đó anh được cho mượn đến câu lạc bộ liên kết với Flora ở Meistriliiga Tulevik. Alliku giành chức vô địch Meistriliiga đầu tiên với Flora ở mùa giải 2010. Anh giành chức vô địch thứ 2 vào mùa giải 2011, và thứ ba vào mùa giải 2015.

## Sự nghiệp quốc tế
Alliku bắt đầu sự nghiệp trẻ quốc tế năm 2008. Vào tháng 12 năm 2010, anh được triệu tập vào Đội tuyển bóng đá quốc gia Estonia bởi huấn luyện viên Tarmo Rüütli để thi đấu với Trung Quốc và Qatar. Anh ra mắt ngày 18 tháng 12 năm 2010, đối đầu với Trung Quốc.

## Danh hiệu

### Câu lạc bộ
Flora
- Meistriliiga: 2010, 2011, 2015, 2017
- Cúp bóng đá Estonia: 2010–11, 2012–13, 2015–16
- Siêu cúp bóng đá Estonia: 2011, 2012, 2014, 2016